# Themistoclesia hirsuta
Themistoclesia hirsuta är en ljungväxtart som beskrevs av A. C. Smith. Themistoclesia hirsuta ingår i släktet Themistoclesia och familjen ljungväxter. Inga underarter finns listade i Catalogue of Life.